# Theope nycteis
Espèce
Theope nycteis est une espèce d'insectes lépidoptères appartenant à la famille  des Riodinidae et au genre Theope.

## Taxonomie
Theope nycteis a été décrit par John Obadiah Westwood en 1851 sous le nom de Parnes nycteis.

### Noms vernaculaires
Theope nycteis se nomme Eyed Theope en anglais.

## Description
Theope nycteis est un papillon à l'apex des antérieures plus pointu chez le mâle que chez la femelle, au dessus de couleur marron roux, marron cuivré.
Le revers est marron très finement zébré d'ocre foncé parallèlement à la bordure marginale ocre avec des ocelles noirs pupillés de bleu en position submarginale, trois à partir de l'apex des ailes antérieures, deux, séparées ou non, à l'apex des ailes postérieures.

## Écologie et distribution
Theope nycteis est présent au Costa Rica, en Colombie, en Guyane, en Guyana, au Surinam, à Trinité-et-Tobago, au Brésil et en Argentine,.

### Biotope
Le mâle a son poste d'observation au sommet des collines le long des troncs d'arbres.

### Protection
Pas de statut de protection particulier.